# Udhagamandalam

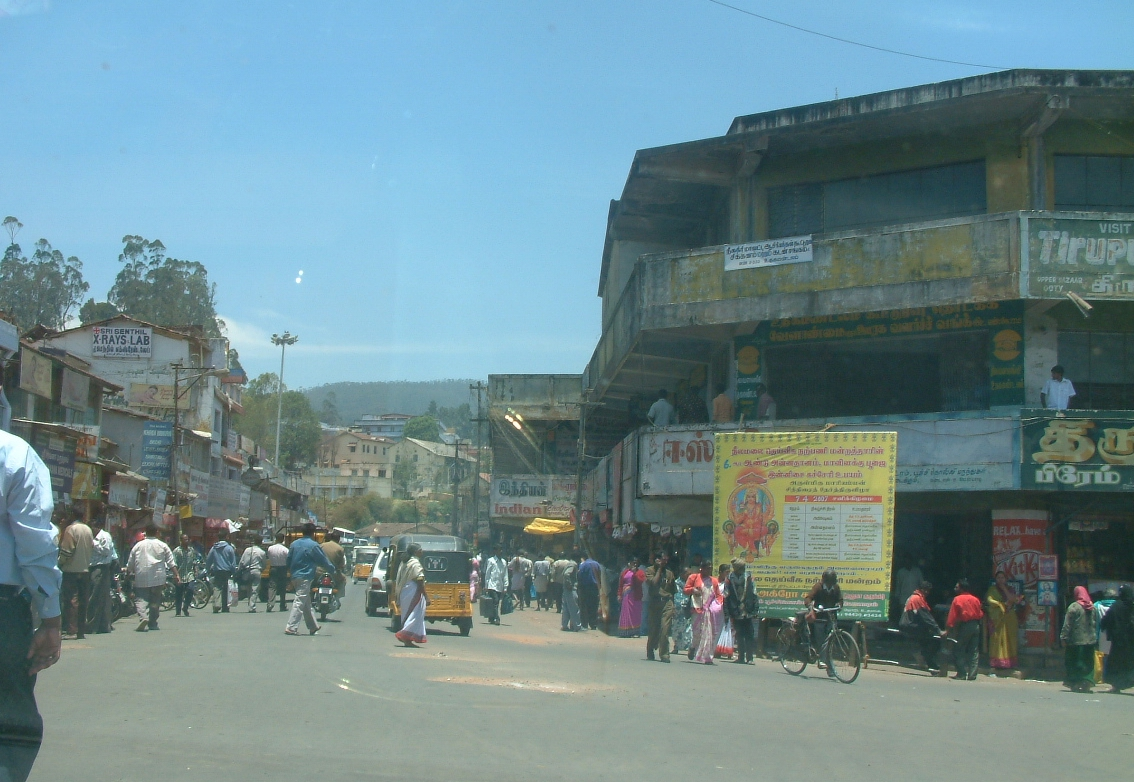
Udhagamandalam äldre delar.

Udhagamandalam (alternativt Utakamand, Udhagai, Ooty eller Ootacamund) är en stad i den indiska delstaten Tamil Nadu, och är huvudort för distriktet The Nilgiris. Folkmängden uppgick till 88 430 invånare vid folkräkningen 2011, med förorter 233 426 invånare.
Staden är belägen 2 200 meter över havet uppe på Nilgiriplatån, omgiven av dennas högsta bergstoppar (till exempel Dodabetta med 2 630 meters höjd). Dodabettafloden bildar invid staden den lilla insjön Utakamand. Under brittisk tid brukade under mars-juni européerna i regionen använda Utakamand som rekreations- och hälsoort. 

## Turistattraktioner och sevärdheter
Staden med omnejd bjuder på en omväxlande natur, med berg, sjöar, skogar, våtmarker samt trädgårdar med eukalyptusträd. Några av de viktigaste turistattraktionerna och historiska platserna är:
- Government Rose Garden: Rosträdgården ligger på Elk Hill-sluttningarna. Idag hyser trädgården den största samlingen av rosor i landet.
- Ooty Botanical Gardens: Denna botaniska trädgård grundades 1847 och sköts idag av regeringen i Tamil Nadu. Ursprungligen var syftet med trädgården enbart akademiskt, att gynna och studera floran i och omkring Nilgiris. Idag är trädgården öppen för allmänheten som en park.
- Ooty Lake: Detta är en liten, artificiell sjö som byggts av John Sullivan.
- St. Stephen's Church: En av de äldsta kyrkorna i staden.
- Stone House: Ett hus som sägs vara det första huset i staden, och som byggdes av John Sullivan.
- Toda huts: Det finns ett fåtal hyddor efter todafolket kvar idag.
- Wax World: Ett museum med vaxdockor i naturlig (människo)storlek föreställande centrala personligheter i Indiens historia.